# Boguszyce (województwo wielkopolskie)
Boguszyce – wieś sołecka w Polsce, położona w województwie wielkopolskim, w powiecie konińskim, w gminie Wierzbinek. 
| SIMC    | Nazwa   | Rodzaj    |
| ------- | ------- | --------- |
| 0299051 | Suskowo | część wsi |

Etymologia nazwy wsi wywodzi się od imienia własnego Bogusza. Wedle dokumentów historycznych: w 1411 zapisywana była jako Bogussicze; w 1489 jako Bogusławycze; w drugiej połowie XVI wieku jako Bogussice, a od 1634 w obecnym brzmieniu. 
Osadnictwo na obszarze współczesnych Boguszyc istniało w okresach: kultury pucharów lejkowatych, kultury łużyckiej i kultury przeworskiej. Stanowiska archeologiczne w okolicach wsi objęte zostały ochroną konserwatorską.
Wieś królewska Bogusławice, położona była w II połowie XVI wieku w powiecie radziejowskim województwa brzeskokujawskiego. Do 1954 roku istniała gmina Boguszyce. W latach 1954–1961 wieś należała i była siedzibą władz gromady Boguszyce, po jej zniesieniu w gromadzie Wierzbinek. W latach 1975–1998 miejscowość administracyjnie należała do województwa konińskiego. Według danych z roku 2009 Boguszyce wraz z miejscowością Boguszyczki liczyły 338 mieszkańców, w tym 167 kobiet i 171 mężczyzn.
We wsi znajduje się gimnazjum im. Jana Pawła II, jednostka OSP, a także cmentarz Stowarzyszenia Badaczy Pisma Świętego z pierwszej połowy XX wieku.